# Аушири
Аушири (Aushiri, Auxira) — мёртвый индейский язык, принадлежащий языковой семье сапаро, на котором раньше говорил народ с одноимённым названием, который проживает в деревне Эскуэлакоча на притоках правого берега реки Напо в Перу. В настоящее время народ говорит на языке кечуа. Также аушири похож на язык арабела (М. Уайз 1987).